# Olavius imperfectus
Olavius imperfectus är en ringmaskart som beskrevs av Erséus 1984. Olavius imperfectus ingår i släktet Olavius och familjen glattmaskar. Inga underarter finns listade i Catalogue of Life.